# Жабно (Пољска)
Жабно (пољ. Żabno) је град у Пољској у Војводству Малопољском у Повјату тарновском. Према попису становништва из 2011. у граду је живело 4.260 становника.

## Становништво
Према прелиминарним подацима са пописа, у граду је 2011. живело 4.260 становника.
| 2002. | 2011. | 2012. |
| ----- | ----- | ----- |
| 4.318 | 4.260 | 4.277 |

## Партнерски градови
- Бад Берка